# 亳城镇
亳城乡，是中华人民共和国河南省安陽市内黄县下辖的一个乡镇级行政单位。

## 行政区划
亳城乡下辖以下地区：
马庄村、李次范村、院当村、刘次范村、岳次范村、马次范村、石光村、东亳城村、南也庄村、东草坡村、西亳城村、王告村、魏庄村、东永建村、杜留村、河村、裴村、西永建村、陈流村、刘七级村、闫高固村、裴辛庄村、赵七级村、李七级村、赵高固村、物头村、岸上村和南高村。